# Тетраборат лития
Тетраборат лития — неорганическое соединение,
соль лития и борной кислоты с формулой Li2B4O7,
бесцветные кристаллы,
растворяется в воде,
образует кристаллогидраты.

## Получение
- Сплавление карбоната лития и борной кислоты:

{\displaystyle {\mathsf {Li_{2}CO_{3}+4H_{3}BO_{3}\ {\xrightarrow {600^{o}C}}\ Li_{2}B_{4}O_{7}+CO_{2}+6H_{2}O}}}

## Физические свойства
Тетраборат лития образует бесцветные кристаллы
тетрагональной сингонии,
пространственная группа I 41cd,
параметры ячейки a = 0,9479 нм, c = 1,0297 нм, Z = 8.
Растворяется в воде.
Образует кристаллогидраты состава Li2B4O7•8H2O.

## Применение
- Кристаллы тетрабората лития, допированные переходными металлами, используются в качестве термолюминофоров.